# Астрей (мифология)
Астре́й (др.-греч. Ἀστραῖος, «звёздный») — в древнегреческой мифологии — божество звездного неба.

## Сведения
Гесиод считал Астрея титаном второго поколения, сыном Крия и Еврибии, мужем Эос, отцом ветров Борея, Нота, Зефира и Эвра.
Однако другие склонялись к тому, что Астрей был гигантом, потомком Тартара и Геи.